# X Femmes
X femmes è una miniserie televisiva composta da 10 cortometraggi (6 episodi nella prima stagione, 4 nella seconda), dalla tematica erotica sconfinante nel softcore.
La serie, che vede come registe solo donne, è stata pensata appositamente per il pubblico femminile. I quattro episodi della seconda stagione (Les filles, Samedi soir, Le beau sexe e Pour elle) sono stati presentati al Circuito Off Venice International Short Film Festival del 2009. Le stagioni sono state trasmesse in due nottate sull'emittente televisiva francese Canal+, la prima stagione nella notte tra il 25 ed il 26 ottobre 2008,  la seconda stagione nella notte tra il 27 ed il 28 giugno 2009.
L'episodio "Pour elle" con Victoria Abril ha avuto diffusione limitata su richiesta dell'attrice stessa.

## Episodi

### Stagione 1
1. Le bijou indiscret (titolo inglese distribuzione internazionale The jewel indiscreet), regista: Arielle Dombasle, con: Arielle Dombasle, Jérémie Elkaïm e Paz de la Huerta
2. Se faire prendre au jeu (titolo inglese distribuzione internazionale Getting to the game), regista: Lola Doillon, con: Laureen Langendorff e Dominique Viger
3. Peep show heros (titolo inglese distribuzione internazionale Peep show heroes), regista: Helena Noguerra, con: Axelle Parker, William e Myke Glory
4. Enculées (titolo inglese distribuzione internazionale Fucked), regista: Laetitia Masson, con: Hélène Fillières, Valentine Catzéflis e Camille de Sablet
5. Vous désirez? (titolo inglese distribuzione internazionale You want?), regista: Caroline Loeb, con: Alexandra, Béa e Pierre Blanche
6. À ses pieds (titolo inglese distribuzione internazionale At her feet), regista: Mélanie Laurent, con: Fanny Krish, Marc Ruchmann e Déborah Révy

### Stagione 2
1. Samedi soir (titolo inglese distribuzione internazionale Saturday night), regista: Zoe Cassavetes, con: Alexandre Marouani e Laëtizia Venezia Tarnowska
2. Pour elle (titolo inglese distribuzione internazionale For her), regista: Blanca Li, con: Victoria Abril
3. Le beau sexe (titolo inglese distribuzione internazionale The fairer sex), regista: Tonie Marshall, con: Miko Angelo, Philippe Elkoubi e Marie Pape
4. Les filles (titolo inglese distribuzione internazionale Girls), regista: Anna Mouglalis (Menzione speciale della giuria al Circuito Off Venice International Short Film Festival 2009[2])

## Edizione home video
Dall'8 dicembre 2009 è in vendita nel mercato francese un'edizione home video in due DVD contenente entrambe le stagioni.